# Новосёлка (Грязовецкий район)
Новоселка — деревня в Грязовецком районе Вологодской области.
Входит в состав Юровского муниципального образования, с точки зрения административно-территориального деления — в Юровский сельсовет.
Расстояние по автодороге до районного центра Грязовца — 30 км, до центра муниципального образования Юрово — 10 км. Ближайшие населённые пункты — Погорелка, Покровское, Ломок.
По данным переписи в 2002 году постоянного населения не было.